# Jean Vinatier
Jean Vinatier (Parigi, 25 novembre 1933) è un pilota di rally e pilota automobilistico francese.

## Carriera

### Rally

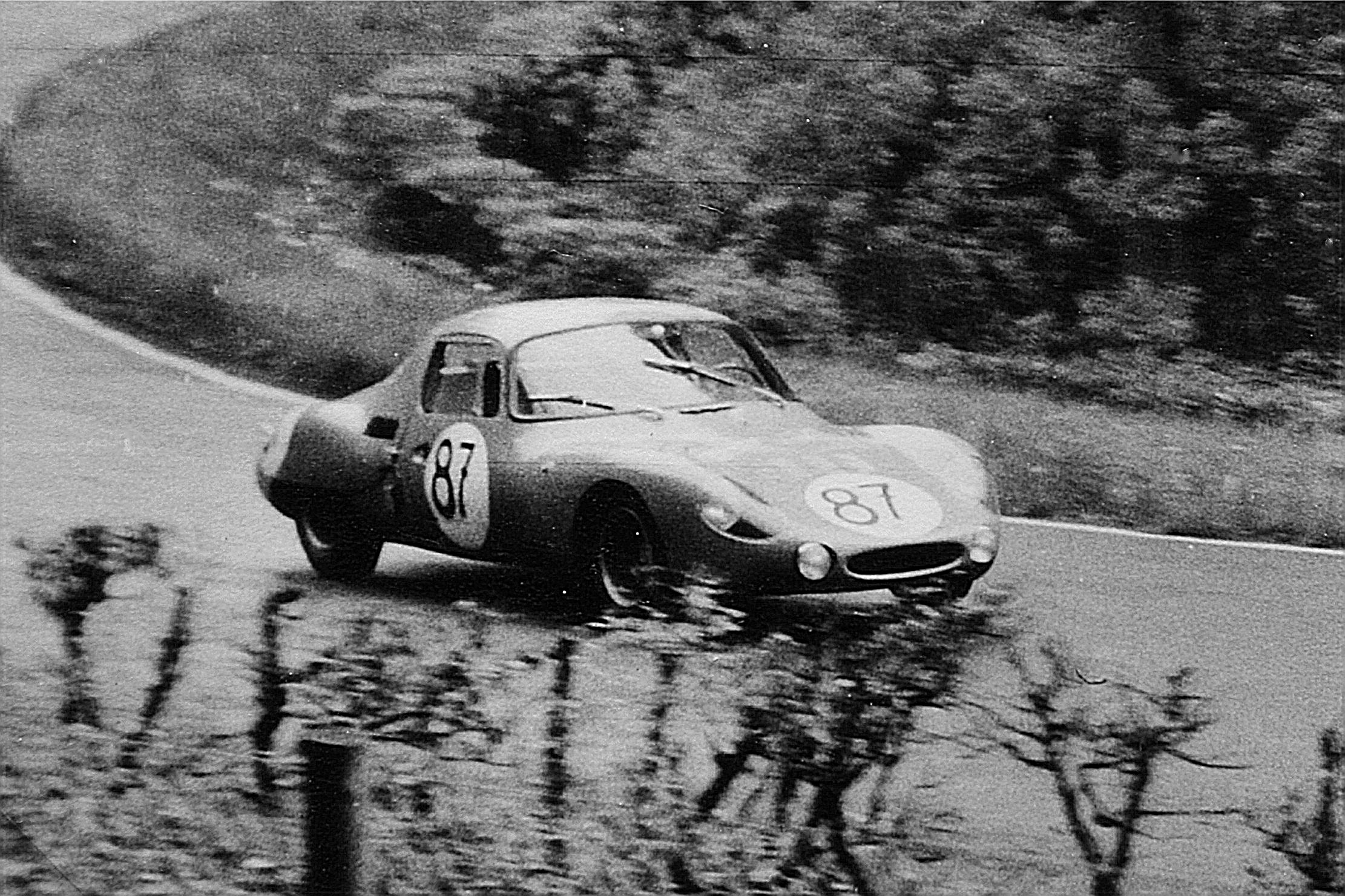
Mantra Djet di Vinatier Laureau alla 1000 km Nürburgring 1963

Vinse il Tour de Corse con una Renault 8 Gordini nel 1964 e la Coupe des Alpes con una Alpine-Renault A110 nel 1968 e nel 1969, mentre nel 1971, arrivò secondo alle spalle di Bernard Darniche, diventando il terzo pilota dopo Ian Appleyard e Stirling Moss a conquistare la Coupe d'Or (Coppa d'oro).
Guidando la Alpine A110, Vinatier vinse anche il campionato francese rally nel 1969 e finì terzo lo stesso anno al Rally di Monte Carlo, dietro le Porsche 911 S Coupé di Björn Waldegård e Gérard Larrousse. Nel 1970 prese parte a quattro eventi nel Campionato Internazionale Costruttori, predecessore del World Rally Championship. È arrivato secondo al Rally dell'Acropolis dietro a un'altra A110 guidata da Jean-Luc Thérier e terzo al Rally di Sanremo, dietro Thérier e Harry Källström.

### Endurance

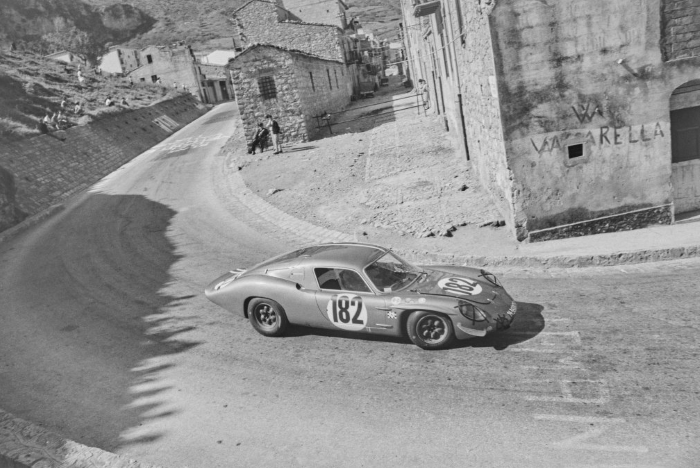
Bianchi e Vinatier su Alpine A210 alla Targa Florio 1967

Vinatier gareggiò anche nelle gare endurance. La sua prima gara di rilievo fu alla Mille Miglia del 1957. Nella 24 Ore di Le Mans, Vinatier partecipò 14 volte dal 1958 al 1973. Nel 1967 ottenne una vittoria di classe con Mauro Bianchi. Nel 1968 conquistò il suo miglior piazzamento assoluto in gara, giungendo all'ottavo posto con André de Cortanze. Dopo aver concluso la carriera agonistica da pilota, Vinatier lavorò come delegato tecnico per la Federazione Internazionale dell'Automobile (FIA).

## Palmarès
- Campionato francese rally: 1
1969 su Alpine-Renault A110 1440
- Coupe des Alpes: 2
1969 su Alpine-Renault A110 1440
1970	su Alpine-Renault A110 1600S

## Risultati nel mondiale rally

### ICM
- 1970 - Alpine Renault - Alpine-Renault A110 1600 - Ritirato al Rally di Monte Carlo, ritirato al Rally di Svezia, 3° al Rally di Sanremo, 2° al Rally dell'Acropoli
- 1971 - Alpine Renault - Alpine-Renault A110 1600, Citroën SM Maserati, Alpine-Renault A110 1800 - 9° al Rally di Monte Carlo, ritirato al Rally internazionale del Marocco, 2° al Coupe des Alpes

### WRC
| 1978 | Scuderia      | Vettura         |  |  |  |  |  |  |  |  |     |  |  |  |  |  |  |  | Punti | Pos. |
| ---- | ------------- | --------------- |  |  |  |  |  |  |  |  | --- |  |  |  |  |  |  |  | ----- | ---- |
| 1978 | Fiat Alitalia | Fiat 131 Abarth |  |  |  |  |  |  |  |  | Rit |  |  |  |  |  |  |  |       |      |

| 1999 | Scuderia | Vettura           |     |  |  |  |  |  |  |  |  |  |  |  |  |  |  |  | Punti | Pos. |
| ---- | -------- | ----------------- | --- |  |  |  |  |  |  |  |  |  |  |  |  |  |  |  | ----- | ---- |
| 1999 |          | Subaru Vivio RX-R | Rit |  |  |  |  |  |  |  |  |  |  |  |  |  |  |  | 0     |      |

| Legenda | 1º posto | 2º posto | 3º posto | A punti | Senza punti | Ritirato | Squalificato | NP=Non partito C=Gara cancellata | Apice=Power stage |

### Gruppo N
| 1999 | Scuderia | Vettura           |     |  |  |  |  |  |  |  |  |  |  |  |  |  |  |  | Punti | Pos. |
| ---- | -------- | ----------------- | --- |  |  |  |  |  |  |  |  |  |  |  |  |  |  |  | ----- | ---- |
| 1999 |          | Subaru Vivio RX-R | Rit |  |  |  |  |  |  |  |  |  |  |  |  |  |  |  | 0     |      |

| Legenda | 1º posto | 2º posto | 3º posto | A punti | Senza punti | Ritirato | Squalificato | NP=Non partito C=Gara cancellata | Apice=Power stage |